# Armando Latini
Armando Latini, né le 20 mai 1913 à Rome et mort en 1976, est un coureur cycliste italien de cyclisme sur piste.

## Carrière
Armando Latini participe aux Jeux olympiques d'été de 1936 à Berlin et remporte la médaille d'argent dans l'épreuve de poursuite par équipes avec Severino Rigoni, Mario Gentili et Bianco Bianchi.

## Palmarès
- 1936
  -  Médaillé d'argent de la poursuite par équipes aux Jeux olympiques